# Àfrica Nord-Occidental Alemanya
Àfrica Nord-Occidental Alemanya fou el nom que Alemanya va donar al seu protectorat del Camerun quan fou formalment establert el 1884.

## Història
El primer establiment comercial alemany al Camerun fou a Duala (Douala) al delta del riu Kamerun (modern riu Wouri) que va fundar el 1868 la companyia comercial hamburguesa "C. Woermann". L'agent delegat de la companyia al Gabon, Johannes Thormählen, va expandir les seves activitats al delta del riu Kamerun. El 1874, Thormählen, junt amb l'agent de la companyia a Libèria, Wilhelm Jantzen, van fundar la seva pròpia companyia, "Jantzen & Thormählen". Les dues companyies van expandir el comerç amb vaixells, cadascuna amb els seus vaixells de vela i de vapor, i van inaugurar el servei regular de passatgers i càrrega entre Hamburg (Alemanya) i Douala. Aquestes companyies van comprar terres als caps locals i van començar una plantació sistemàtica, entre altres coses de bananes.
El 1884, Adolph Woermann, representant a totes les companyies alemanyes de l'Àfrica Occidental com el seu portaveu, va demanar a l'oficina d'exteriors de l'Imperi la protecció imperial alemanya. Otto von Bismarck, canceller imperial va intentar utilitzar els comerciants al lloc per governar la regió, via una companyia privilegiada, però en resposta a aquesta proposta de Bismarck les companyies van retirar la seva petició.
Al centre dels interessos comercials estava l'exercici d'activitats comercials rendibles sota la protecció de l'Imperi, però aquestes entitats estaven determinades a mantenir-se allunyades dels compromisos polítics. Eventualment Bismarck va cedir a la posició de Woermann i va encarregar a l'almirallat d'enviar un vaixell de guerra. Com a mostra d'interès alemany, la petita canonera SMS Möwe va arribar a l'Àfrica occidental.
El protectorat del Camerun es va establir durant el període conegut generalment a Europa com "repartiment d'Àfrica". L'explorador alemany, doctor en medicina, cònsol imperial i comissionat per l'Àfrica Occidental, Gustav Nachtigal, va ser la força impulsora cap a l'establiment de les colònies. En aquells dies, més d'una dotzena d'empreses alemanyes, amb seu a Hamburg i Bremen, duien a terme les seves activitats comercials i de plantació al Kamerun. El protectorat fou declarat el 14 de juliol de 1884 amb el nom d'«Àfrica Nord-Occidental Alemanya» (en contraposició a l'Àfrica Sud Occidental Alemanya" situada més al sud), nom que no va arrelar i fou gairebé sempre anomenada Camerun (Kamerun en alemany); l'establiment del protectorat seguia a tractats amb els reietons de Duala, Bell i Akwa.
El 1896 la primera emissió de segells pel protectorat portaven la inscripció "Kamerun". El 1899 un tractat amb Gran Bretanya va delimitar les fronteres amb la futura Nigèria (Protectorat de Nigèria del Nord), cosa que va suposar l'adquisició d'extensos territoris per part del protectorat alemany. L'1 de gener de 1901 el nom de Kamerun fou adoptat oficialment.

## Exploracions
Poc després de l'establiment del protectorat fou necessari reprimir una revolta indígena que va matar diversos alemanys; els vaixells de guerra alemanys enviats a reprimir l'aixecament van destruir la població de Jossdorf (desembre de 1884) i va caler reconstruir les dependències governamentals. Tractats fronterers es van signar amb França (1885, 1894 i 1898) per delimitar la frontera del sud i sud-est, i amb Gran Bretanya (1885, 1886, 1890, 1893 i 1899) per delimitar la del nord-oest. El 1896 es va revoltar el rei Money i el 1897 els reis Etoka i Yiko, però foren reprimides fàcilment.
Fins al 1887 s'havia explorat el delta del riu Kamerun i les muntanyes anomenades Kamerun, però el interior estava per explorar. El 1897 Kund i Tappenbeck van recórrer el país cap a l'est i van fundar l'estació de Epsumb entre els rius Ñong i Sánaga; Zintgraff i Zeuner van explorar cap al nord i van fundar Barombi a la riba del llac Elefant. El 1888 Baliburg va explorar el país de Bali i el de Batur, patint greus pèrdues i havent-se de retirar finalment el 1893. Des del 1889 Morgen va explorar el territori entre Kribi i Yaunde i Ngila des d'on va passar a Mbam seguint el riu Sánaga; el 1890 va recórrer el país d'Adamawa del sud i el 1891 va arribar a Ili al Benue.
El 1890 es va fer una expedició per castigar els abo, revoltats a la riba del Vuri, i als bakuiri, al riu Kamerun; l'expedició pretenia internar-se cap al Txad; però els bakuiri els van delmar i es van haver de retirar i els rebels van tardar temps a ser sotmesos. El 1892 Ramsay va sortir d'Idis cap a Balinga-Yaunde i el riu Dibamba, donant a conèixer la regió del Batanga. Conflictes entre tribus eren freqüents i Volckamer, cap de l'estació de Balinga, va morir en una d'aquestes lluites el 1892. Va caldre enviar un contingent militar per reprimir als bakoko, kuakua i mabea de la part oriental del Gran Batanga que atacaven les caravanes. El 1893 Stteten va sortir de Banyo, va passar per les muntanyes Gandere en direcció a Kutxa i Yola i va signar un tractat amb el sulta o emir d'Adamawa que va permetre als alemanys establir posicions al seu domini.
El 1893 es va produir una revolta o motí dels soldats reclutats al regne de Dahomey que servien com a policia, els quals van saquejar i devastar els edificis del govern. El motí fou sufocat per la tripulació del vaixell de guerra Hyena. Entre 1893 i 1894 els exploradors Passarge i Uchtritz van arribar a Garua i d'allí al territori del Benue que van conquerir en nom d'Alemanya. Encara van seguir més exploracions que van costar sovint moltes víctimes; entre aquestes cal destacar l'expedició de 1899, en què va morir el tinent Queis a Nasapke a la riba del Cross.
El 1900 l'expedició Vute-Adamawa va acabar amb la victòria sobre Rabah, coordinada amb la dels francesos.

## Governants

### Comissaris
- 1884 Gustav Nachtigal
- 1884 - 1885 Maximilian Buchner (interí)
- 1885 Eduard von Knorr (interí)

### Governadors
- 1885 - 1891 Julius Freiherr von Soden
- 1887 Jesco von Puttkamer (primera vegada, suplent de Von Soden)
- 1887 - 1888 Eugen von Zimmerer (primera vegada, suplent de Von Soden)
- 1889 - 1890 Eugen von Zimmerer (segona vegada, suplent de Von Soden)
- 1890 Markus Graf von Pfeil und Klein-Ellguth (suplent de Von Soden)
- 1890 Kurz (primera vegada, suplent de Von Soden)
- 1890 Jesco von Puttkamer (segona vegada, suplent de Von Soden)
- 1890 - 1891 Karl Theodor Heinrich Leist (primera vegada, suplent de Von Soden)
- 1891 - 1895 Eugen von Zimmerer
- 1891 - 1892 Bruno von Schuckmann (suplent de Von Zimmerer)
- 1893 - 1894 Karl Theodor Heinrich Leist (segona vegada, suplent de Von Zimmerer)
- 1894 - 1895 Jesco von Puttkamer (tercera vegada, suplent de Von Zimmerer)
- 1895 Von Lucke (suplent de Zimmerer)
- 1895 - 1907 Jesco von Puttkamer (quarta vegada)
- 1895 - 1897 Theodor Seitz (primera vegada, suplent de Von Puttkamer)
- 1898 Theodor Seitz (segona vegada, suplent de Von Puttkamer)
- 1900 August Köhler (suplent de Von Puttkamer)
- 1900 Emil Diehl (suplent de Von Puttkamer)
- 1900 Oltwig Wilhelm Adolf von Kamptz (suplent de Von Puttkamer)